# Imre Samu
Imre Samu (Felsőőr, 1917. október 31. – Budapest, 1990. november 6.) állami díjas nyelvész, nyelvjáráskutató, a nyelvtudományok kandidátusa (1956), majd doktora (1969). Az 1960-as–1970-es évek magyar dialektológiai kutatásainak, a magyar nyelvjárási atlasz munkálatainak egyik szervezője volt. 1976-tól a Magyar Tudományos Akadémia levelező, 1985-től rendes tagja.

## Élete
Középiskolába a Pápai Református Gimnáziumba járt, majd a debreceni Tisza István Tudományegyetem magyar–latin szakát végezte 1937–1942 között. 1941-ben rövid ideig tanított a Debreceni Református Kollégiumban. Bölcsészdoktori oklevelét 1941-ben szerezte meg a kolozsvári egyetemen, s 1941–1942-ben az egyetem magyar nyelvtudományi intézetében dolgozott díjas gyakornokként. Ezzel párhuzamosan a Kolozsvári Református Kollégiumban is oktatott óraadó tanárként, az Erdélyi Tudományos Intézetben pedig beosztott gimnáziumi tanárként. 1942-ben a debreceni egyetemen megszerezte magyar–latin szakos tanári oklevelét, majd katonai szolgálatteljesítésre bevonult a hadseregbe. 1944 májusa után a második világháború keleti frontján harcolt. 1945 januárjában szovjet hadifogságba esett, és csak 1948 augusztusában tért haza Magyarországra. Először két éven keresztül a budapesti úttörőmozgalom szervezőosztályán dolgozott, majd az 1950/1951-es tanévben a Pest megyei Kartalon volt általános iskolai tanár. 1951-ben mint tudományos munkatárs került alkalmazásba az MTA Nyelvtudományi Intézetében. 1952-től az intézmény tudományos titkára, majd osztályvezetője, 1970-től igazgatóhelyettese, 1987-től haláláig pedig ügyvezető igazgatója volt. Sírja a Farkasréti temető Urnaházában található (5-ös számú urnafülke).

## Munkássága
Életművének középpontjában a magyar nyelvjárásokkal kapcsolatos kutatásai álltak. Már egyetemista korában végzett tájnyelvi – főleg a helynévanyagra és a szókincsre vonatkozó – gyűjtéseket szűkebb pátriájában, a Felsőőrségben, illetve Debrecen és Kolozsvár környékén egyaránt. Egyik gyűjtője és szerkesztője volt az 1968–1977 között megjelent, a magyar dialektusokról átfogó képet nyújtó alapvető forrásmunkának, A magyar nyelvjárások atlaszának (MNyA). Ennek alapján készült nagyszabású dialektológiai elemzésében, A mai magyar nyelvjárások rendszerében a magyarság nyelvterületén 18 tiszta és 10 keverék nyelvjárástípust különített el, pusztán nyelvészeti kritériumok alapján. Ebből az is kiderül, hogy az általa megállapított egyes nyelvjárási csoportok többnyire nem feleltethetők meg a Kárpát-medence történeti-néprajzi csoportjainak. Az 1960-as évektől az Atlas Linguarum Europae (ALE) magyar nemzeti bizottságának elnökeként, Deme Lászlóval együtt szervezte a magyar nyelvjárási gyűjtőmunkálatokat, az ellenőrző gyűjtéseket, és koordinálta a beérkezett adatok értékelését. Foglalkozott helyesírás- és nyelvtörténeti kérdésekkel is, ő bizonyította be az 1476 utánra datált  históriás ének, a Szabács viadala hitelességét. 1970-től szerkesztette a Nyelvünk és Kultúránk című hungarológiai folyóiratot, 1971-ben pedig ő indította útjára a burgenlandi magyarság Őrség című kulturális folyóiratát. Tagja volt a Magyar Nyelv és az Acta Linguistica című folyóiratok szerkesztőbizottságának.  

## Főbb díjai, elismerései
Tudományos eredményei elismeréseképpen 1964-ben az Állami Díj első fokozatában részesült. 1976-ban a Magyar Tudományos Akadémia levelező, 1985-ben rendes tagjává választották, emellett az Akadémiai Kiadói Tanács elnöki tisztét is betöltötte. 1969-ben Deme Lászlóval együtt a Magyar Nyelvtudományi Társaság Révai Miklós-emlékérmének díjazottja volt, 1986-ban a Magyar Néprajzi Társaság tiszteletbeli tagjává választották, 1989-ben pedig Déry Tibor-díjat kapott.

Tiszteletére és emlékezetére az ő nevét vette fel a szülővárosában, a burgenlandi Felsőőrben 2007-ben megalakult regionális nyelvészeti tudományos műhely, az Imre Samu Nyelvi Intézet (Imre Samu Sprachkompetenzzentrum).  

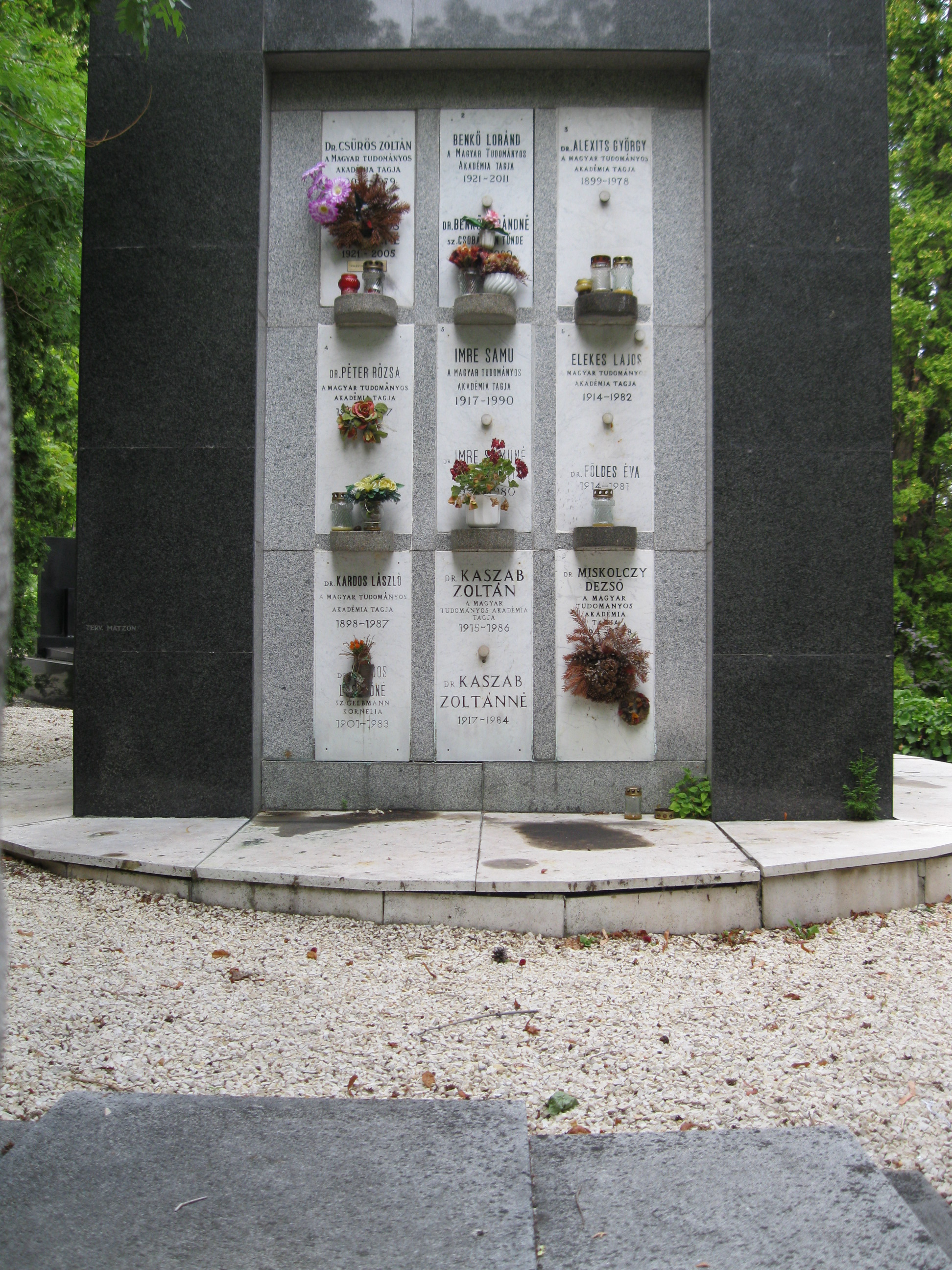
A Farkasréti temető Urnaháza. Itt található Imre Samu urnafülkéje is.

## Főbb művei
- Felsőőr helynevei, Magyar Népnyelv 2. 1940: 147–180. (Különnyomatként: Dolgozatok a Debreceni Tisza István Tudományegyetem Magyar Népnyelvkutató Intézetéből 8., Debrecen, 1940.)
- A felsőőri földművelés, Dolgozatok a M. Kir. Ferenc József Tudományegyetem Magyar Nyelvtudományi Intézetéből 3., Debrecen, 1941.
- Az é hangok állapota a felsőőri nép nyelvében, Magyar Népnyelv 3. 1941: 115–129.
- A kolozsvári fazekasság műszókincse, Erdélyi Tudományos Intézet 1940–41. évi évkönyve; szerk. Tamás Lajos; Kolozsvár, 1942. 47–118.
- Német kölcsönszók a felsőőri magyarság nyelvében, Magyar Népnyelv 4. Debrecen–Kolozsvár, 1942: 183–195.
- A Szabács viadala, Akadémiai Kiadó, Budapest, 1958.
- A magyar huszita helyesírás néhány kérdése, Akadémiai Kiadó, Budapest, 1964.
- A magyar nyelvjárások atlasza, I–VI. köt.; szerk. Deme Lászlóval; Akadémiai Kiadó, Budapest, 1968–1977.
- A felsőőri nyelvjárás, Akadémiai Kiadó, Budapest, 1971.
- A mai magyar nyelvjárások rendszere, Akadémiai Kiadó, Budapest, 1971.
- Hungarian Dialects. In: The Hungarian Language. Eds. Loránd Benkő – Samu Imre. Akadémiai Kiadó – Mouton, Budapest – The Hague, Paris, 1972. 299–326.
- Early Hungarian Texts. In: The Hungarian Language. Eds. Loránd Benkő – Samu Imre. Akadémiai Kiadó – Mouton, Budapest – The Hague, Paris, 1972. 327–348
- Felsőőri tájszótár, Akadémiai Kiadó, Budapest, 1973.
- Nyelvjárásaink ma, Tudományos Ismeretterjesztő Társulat, Budapest, 1973.
- A magyar nyelvjárások atlaszának elméleti-módszertani kérdései; szerk. Deme Lászlóval; Akadémiai Kiadó, Budapest, 1975.
- Mutató a magyar nyelvjárások atlasza I–VI. kötetéhez; szerk. Balogh Lajossal és Deme Lászlóval; Akadémiai Kiadó, Budapest, 1980.
- Tudománytörténeti kérdések a magyar dialektológiában. Az MTA I. Osztályának Közleményei 30. 1986: 139–153. (Levelező tagsági akadémiai székfoglaló.)
- Nyelvjárási szókészletünk néhány szerkezeti kérdése a magyar nyelvatlasz anyaga alapján, Akadémiai Kiadó, Budapest, 1987. (Akadémiai tagsági székfoglaló.)
- Az Anyanyelvi Konferencia tanácskozásainak összefoglalása. Veszprém, 1985. augusztus 5-10.; szerk. Imre Samu; Múzsák Kiadó, Budapest, 1987.

## További irodalom
- Benkő Loránd: Imre Samu köszöntése születésének 70. évfordulóján. Magyar Nyelv 84. 1988: 378–382.
- Herman József: Imre Samu. 1917–1990. Magyar Tudomány 36. 1991: 474–475.
- Benkő Loránd: Búcsú Imre Samutól. Magyar Nyelv 87. 1991: 247–249.
- „Nagyon nem szerettem a nyelvtant.” A nyelvészetről – egyes szám első személyben. Szerk. Bakró-Nagy Marianne – Kontra Miklós. MTA Nyelvtudományi Intézet, Budapest, 1991. 95–105.
- Imre Samu (1917–1990). ELTE Fonetikai Tanszék, Budapest, 1994. (A hetvenes évek magyar nyelvészei. Pályaképek és önvallomások 24.)
- Juhász Dezső: Szinkrónia és diakrónia a magyar nyelvatlaszok anyagában: emlékezés a nyelvjárástörténész Imre Samura. In: Magyar nyelvjárások napja 2020. Örökség és jövőkép. Szerk. Pomozi Péter – Rási Szilvia – Tóth Zsolt. Magyarságkutató Intézet, Budapest, 2021. 81–93.